# Stirlinggebergte
Het Stirlinggebergte of de Koi Kyenunu-ruff is een bergketen in de regio Great Southern in West-Australië, 337 kilometer ten zuidoosten van Perth. Het strekt zich meer dan zestig kilometer uit, van de autoweg tussen Mount Barker en Cranbrook in het westen tot voorbij Gnowangerup in het oosten. Het Stirlinggebergte geniet bescherming als nationaal park. Het Stirling Range National Park werd officieel opgericht in 1913 en is 1.159 km² groot.

## Geschiedenis
Voor de Europese kolonisten zich er vestigden waren de vlakten rondom het Stirlinggebergte reeds duizenden jaren het jachtgebied van kleine groepen Aborigines. Minstens twee taalgroepen van de Nyungah Aborigines deden het gebied aan, de Mineng in het westen en de Goreng in het oosten. Het Stirlinggebergte speelde een belangrijke rol in hun cultuur en komt voor in een aantal van hun droomtijdverhalen.
Matthew Flinders was op 5 januari 1802 de eerste die melding maakte van het gebergte. Hij voer langs de zuidkust van Australië, net ten oosten van de King George Sound, toen hij een bergketen opmerkte vierenveertig kilometer landinwaarts. De meest oostelijke berg noemde hij Mount Rugged. James Stirling zou de berg later de naam Bluff Knoll geven.
In 1826 werd er een garnizoen gevestigd aan de King George Sound. Het jaar erop verkende de gezaghebbende officier, majoor Edmund Lockyer, het gebied ten noorden van de baai. Op 11 februari 1827 merkte hij vanop afstand de bergketen op die een vijfenzestig kilometer van oost naar west liep. Alexander Collie verkende de omgeving ten noorden van de King George Sound in 1831. Op 29 april beschreef hij de bergketen en benoemde de belangrijkste bergtoppen met de namen die hij van zijn aboriginesgids Mokare kreeg doorgespeeld. Het jaar erop leidde Robert Dale van het 63e regiment op vraag van James Stirling een expeditie naar het gebergte. Op 24 januari 1832 voerde hij de eerste gedocumenteerde beklimming van een van de bergen, de Toolbrunup, uit. Eind 1835 ondernamen gouverneur James Stirling en landmeter-generaal John Septimus Roe een verkenningstocht van Albany naar Perth. Ze kregen zicht op het gebergte op 3 november. De volgende dag bracht Roe het gebergte in kaart en vernoemde het naar James Stirling, de eerste gouverneur van West-Australië.
In het gebergte werd al vroeg sandelhout geoogst en op kangoeroes gejaagd. Het gebergte werd nooit opgemeten of opgedeeld om extensieve veeteelt op te bedrijven, vermoedelijk omdat er nogal wat giftige struiken groeiden. In de jaren 1850 waren er wel een aantal schapenhoeders zonder toelating actief in het zuidelijke deel van het Stirlinggebergte. In de jaren 1860 werd een stuk grond verpacht aan de voet van Mount Trio.
Het gebied dat het gebergte bevat werd in april 1908 tijdelijk in een reserve opgenomen. In juni 1913 werd dat gebied officieel het Stirling Range National Park, het derde nationale park van Australië. Op 15 december 2006 werd het nationaal park Australisch nationaal erfgoed.

## Geologie
De bergen bestaan uit metamorf gesteente afkomstig van zand- en leistenen uit kwarts dat tijdens het Paleoproterozoïcum, tussen 2.016 en 1.215 miljoen jaar geleden, werd afgezet. De afzettingen begonnen zich 1.215 miljoen jaar geleden om te vormen en vouwden op door de zijdelingse tektoniek tussen Antarctica en Australië. Ondanks de relatief lage ouderdom van de bergen is de grond weinig vruchtbaar met een soortenrijke heideflora als gevolg.
Enkele bergtoppen die deel uitmaken van het Stirlinggebergte zijn:
- Bluff Knoll (34°22'S 118°15'E), 1.095m
- Mount Hassell (34°22'S 118°04'E), 847m
- Mount Magog (34°23'S 117°56'E), 856m
- Mount Trio (34°20'S 118°06'E), 856m
- Talyuberlup Peak (34°24'S 117°57'E), 783m
- Toolbrunup (34°23'S 118°02'E), 1.052m

## Klimaat
Het Stirlinggebergte beïnvloedt het weer doordat de bergketen het enige verticale obstakel is in de wijde omtrek. De bovenste hellingen ontvangen aanzienlijk meer regenval dan de omliggende gebieden. De rivier Kalgan die in het gebergte ontspringt en langs de zuidwestelijke rand van het gebergte loopt wordt grotendeels gevoed door neerslag die in de westelijke helft van het gebergte valt.
De jaarlijkse regenval op de vlakten rond het Stirlinggebergte is laag in vergelijking met het nattere meer zuidelijk gelegen Porongurupgebergte. Het Stirlinggebergte ontvangt gemiddeld vijfhonderdvijfenzeventig millimeter neerslag op haar zuidelijke flank en vierhonderd millimeter in Borden op haar noordelijke flank. Hoewel er geen meetapparatuur staat op de hoogste toppen wordt de regenval nabij Bluff Knoll en Coyanarup Peak op duizend millimeter geschat. Dit wordt ondersteund door de aanwezigheid van vegetatie met een vochtige habitat in de hoger gelegen valleien. De meeste regen valt tussen mei en augustus. De zomer is aan de noordkant in Borden regelmatig volledig droog. De zuidkant en de toppen kennen 's zomers slechts lichte buien.
In de lagergelegen gebieden zijn de temperaturen gewoonlijk warm. In de zomer is het gemiddelde maximum 30 °C in Borden en 27 °C op de zuidelijke vlakten. De gemiddelde minima in de zomer liggen rond 16 °C in het zuiden en 18 °C in Borden. 's Winters liggen de gemiddelde maximumtemperaturen rond 16 °C en de minimumtemperaturen rond 8 °C. Op de Bluff Knoll variëren de gemiddelde temperaturen 's winters tussen 3 °C en 11 °C. Dat zijn de laagste temperaturen in West-Australië. Het is de enige plaats in West-Australië waar regelmatig sneeuw valt, meestal is dit zeer lichte sneeuwval. De sneeuw valt meestal tussen juni en september maar werd op 19 april 2019 al vroeger waargenomen en op 19 november 1992 later.

## Fauna en flora
Het gebergte herbergt een van de rijkste vegetaties ter wereld en behoort tot de top 35 inzake biodiversiteit. De bodems zonder hoge voedingswaarde ondersteunen vijf plantengemeenschappen : scrubland, heide, woodland, drasland en zoutmeer op de lagere hellingen en vlakten. Er komen negentig families, driehonderdvierentachtig geslachten en meer dan vijftienhonderd plantensoorten voor waarvan er zevenentachtig nergens anders voorkomen. Ze vertegenwoordigen meer dan een derde van de in het zuidwesten van Australië voorkomende flora en er groeien meer soorten wilde bloemen dan er op alle Britse eilanden voorkomen.
Het Stirlinggebergte wordt door BirdLife International gecategoriseerd als een Important Bird Area (IBA). Er leven populaties van de bedreigde dunsnavelraafkaketoe en de vroeger bedreigde westelijke zwiepfluiter. De bedreigde langsnavelraafkaketoe doet het gebergte ook aan. Significante aantallen bioom- en van het gebergte afhankelijke vogelsoorten leven in het gebergte waaronder :
- roodkapparkiet
- regentparkiet
- Stanleyrosella
- rosse kruiper
- roodvleugelelfje
- blauwborstelfje
- purperteugelhoningeter
- roesthalshoningvogel
- kaap leeuwin-doornsnavel
- grijsborstvliegenvanger
- grijswitte vliegenvanger
- roodoorastrild

Het gebergte is een belangrijke habitat voor endemische valdeurspinnen en voor landslakken. Er leven een twintigtal zoogdieren waaronder de geherintroduceerde numbat.